# Elica di manovra

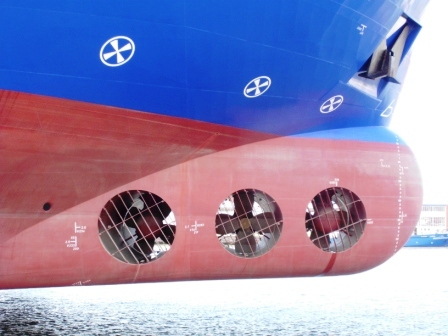
Bulbo di nave equipaggiata con eliche di manovra prodiere intubate e contrassegnate da una x all'interno di un simbolo circolare"(x)" al disopra della linea di galleggiamento

L'elica di manovra (in inglese: manoeuvring thruster), detta anche elica di manovra prodiera (bow manoeuvring thruster) o elica di manovra poppiera (stern manoeuvring thruster) a seconda della collocazione, è un dispositivo di propulsione trasversale incorporato o montato a prora o a poppa di una nave o di una imbarcazione per renderla più manovrabile. 
Le eliche di manovra prodiere rendono più agevole l'approdo e la partenza dell'imbarcazione, poiché permettono al comandante di accostare la nave sul lato di dritta o quello di sinistra senza utilizzare il sistema di propulsione principale, che richiede un certo movimento di avanzamento per poter essere efficiente; infatti, l'efficacia del propulsore viene ridotta, a causa dell'effetto Coandă, da qualsiasi movimento in avanti. 
Le eliche di manovra poppiere seguono lo stesso principio. Le navi più grandi possono montare più propulsori di manovra, sia a prora che a poppa.